# Madonna mit dem Granatapfel
Die Madonna mit dem Granatapfel (italienisch Madonna della melagrana) ist ein Rundbild des italienischen Renaissance-Malers Sandro Botticelli und zählt zu seinen bekanntesten Marienbildnissen. Das Gemälde, das noch in seinem Originalrahmen erhalten geblieben ist, befindet sich heute in den Uffizien von Florenz.

## Bildbeschreibung
Umringt von sechs betenden Engeln hält die Gottesmutter Maria mit einem leicht nach rechts geneigten Kopf und den Blick in unbestimmte Ferne gerichtet, das Jesuskind auf dem Schoß. Maria und das Kind umfassen gemeinsam einen Granatapfel, der als Symbol für die Passion Jesu gilt, da der Samenreichtum der Frucht die Fülle Jesu Leiden veranschaulicht. Durch einen Riss in der Schale sieht man die blutroten Kerne, die an das Blut erinnern, das Jesus für die Erlösung der Menschheit vergossen hat.
Maria und das Jesuskind sind bildmittig angeordnet und werden auf beiden Seiten von jeweils drei Engeln umringt, von denen der mittlere ein Buch in Händen hält. Die beiden Engel links und rechts im Vordergrund tragen Lilien und Rosen, die traditionell mit Maria und ihrer immerwährenden Jungfräulichkeit in Verbindung gebracht werden. Die Rosengirlanden sind zugleich eine Anspielung auf das Rosenkranzgebet, das in jenen Jahren seine heutige Form annahm und dessen Beginn «AVE [MARIA] GRAZIA PLENA» auf die Stola des linken Engels gestickt ist.
Die Figurengruppe wird von einem goldenen Lichtkranz als Emanation der göttlichen Gnade überwölbt, von dem feine Lichtstrahlen ausgehen und die Szenerie beleuchten. Die nachdenklichen Gesichter aller Beteiligten drücken eine subtile Traurigkeit aus und lassen das Schicksal Jesu erahnen. Man spürt jedoch eine gewisse Leblosigkeit der Bildfiguren, die sich zwar auch in den zeitgleichen mythologischen Gemälden Botticellis feststellen lässt, hier aber die Gefahr der Verflachung birgt. Maria neigt geradezu mechanisch ihren Kopf und auch die steifen Gesten und starren Blicke der Engel stehen im Gegensatz zur Lebhaftigkeit seiner früheren Mariendarstellungen.

## Hintergrund

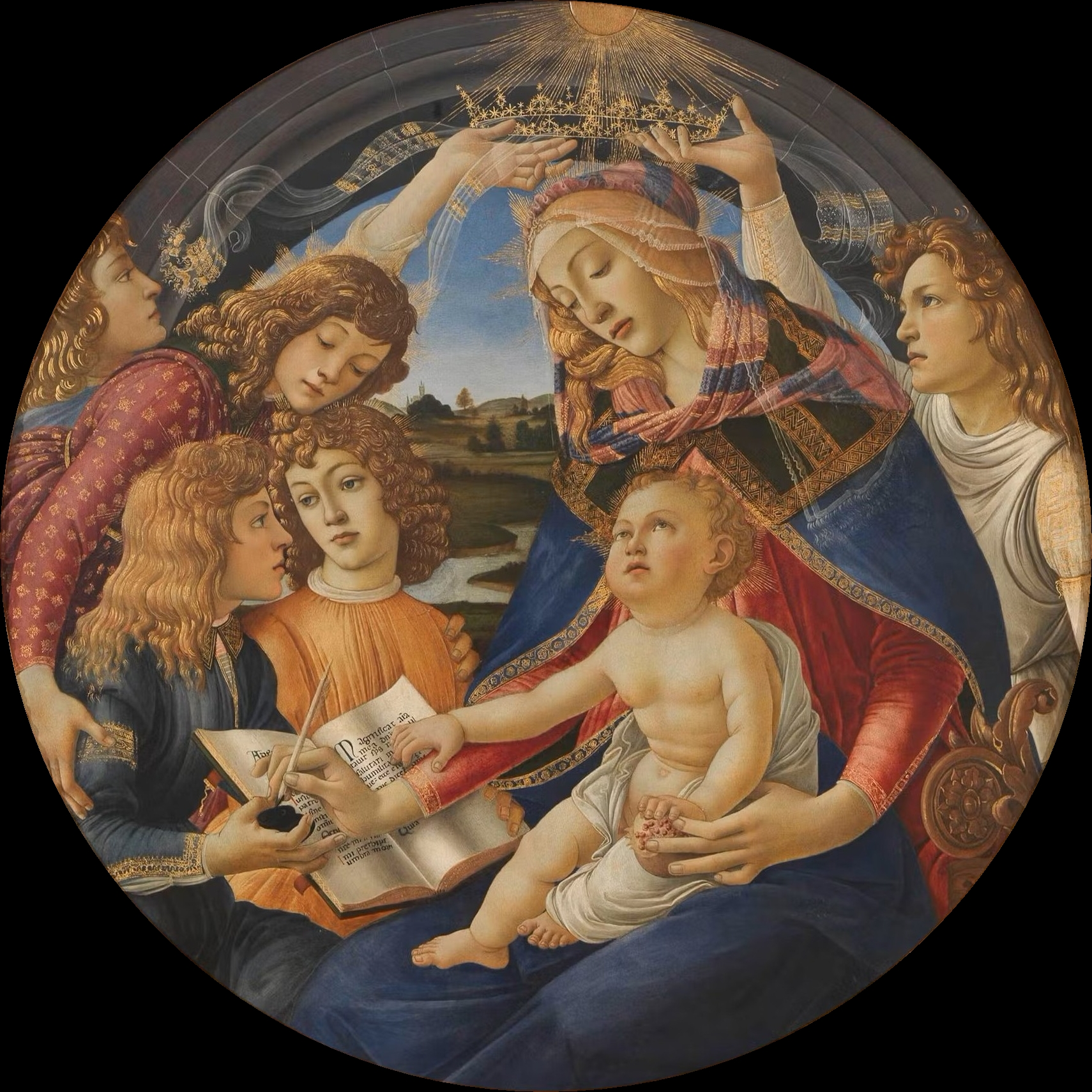
Madonna del Magnificat (um 1483, Uffizien)

Aufgrund der umsichtigen Verwendung von Farben und Symbolen und der gelungenen Bildkomposition wird die Madonna mit dem Granatapfel zu den bedeutenden Werken Botticellis gezählt. Durch die symmetrische Anordnung der Bildfiguren überwand Botticelli die kompositionellen Schwierigkeiten, die sich früher bei der Madonna del Magnificat ergeben hatten. Botticelli hatte damals die Madonna mit dem Jesuskind nach rechts ausgerichtet und ihnen die Engel vornehmlich links gegenübergestellt. In diesem früheren Madonnenbildnis findet sich ebenfalls das Motiv des Granatapfels, der auch hier von Maria und dem Kind mit der linken Hand umfasst wird. 

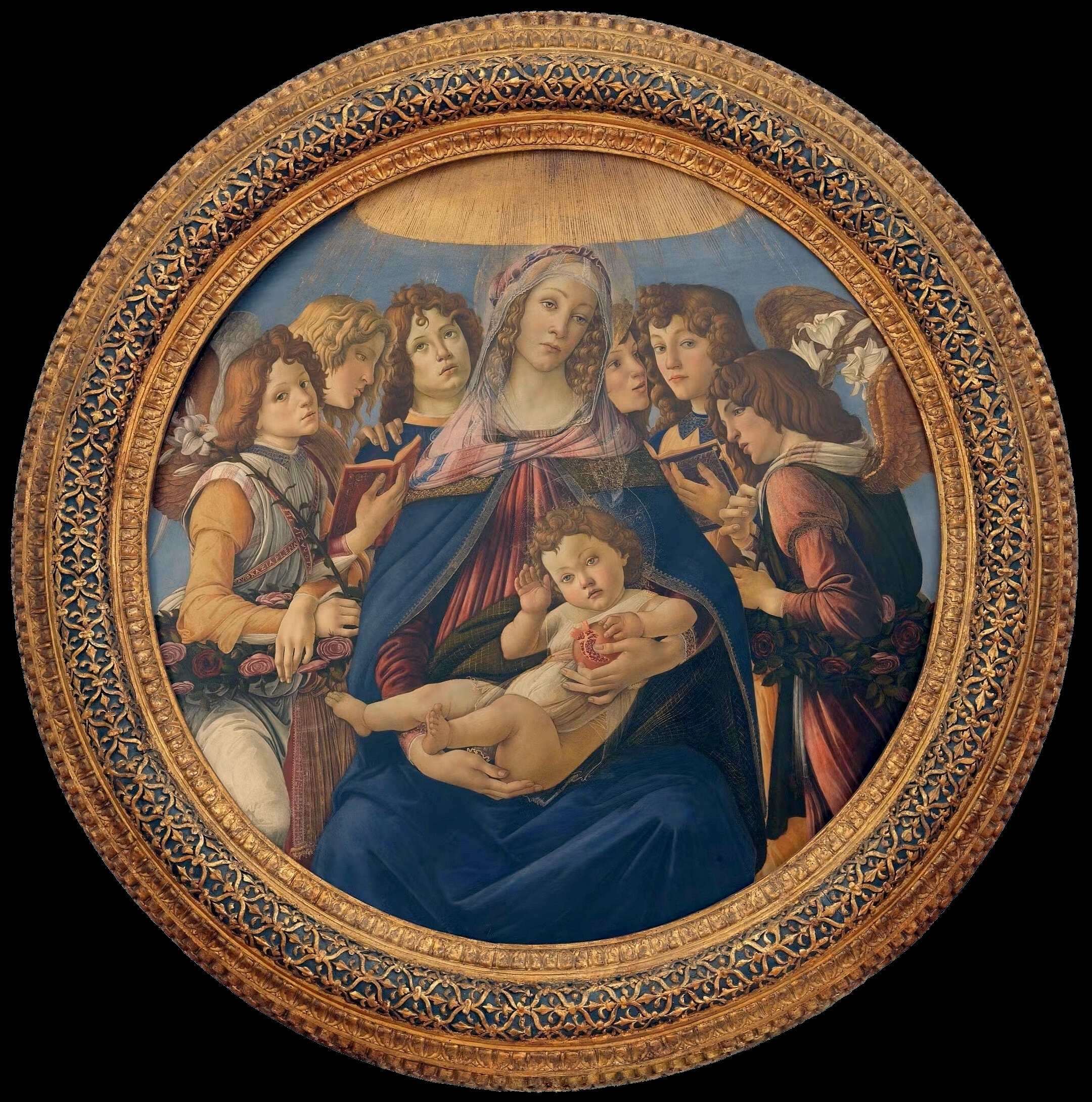
Die Granatapfelmadonna mit Rahmen

Das Gemälde ist über die Jahrhunderte in seinem Originalrahmen verblieben, was für ein so altes Werk eher ungewöhnlich ist. Der Bilderrahmen ist aus Holz geschnitzt und umlaufend mit goldenen Lilien auf himmelblauen Grund verziert. Er wurde offenbar von erfahrenen Holzschnitzern gefertigt und wird der Werkstatt von Giuliano da Maiano oder Giuliano da Sangallo zugeschrieben. Bei den vergoldeten Lilien auf blauen Grund handelt es sich nicht um die florentinische Lilie, sondern um die Fleur-de-Lys der französischen Krone, die zwanzig Jahre zuvor mit Bewilligung von König Ludwig XI. in das Wappen der Medici-Familie aufgenommen wurde. Aufgrund dieser Heraldik kann man annehmen, dass das Werk nicht für einen sakralen Innenraum, sondern für ein öffentliches Gebäude bestimmt war.
Aus dem Jahr 1487 ist ein Schriftstück erhalten geblieben, das die Bezahlung an Sandro Botticelli für die Ausführung eines Rundbilds mit dem Bild der Jungfrau Maria dokumentiert. Das Gemälde war demnach für die Sala dell’Udienza del Magistrato dei Massai di Camera bestimmt. Dieser Magistrat war ein Verwaltungsorgan der florentinischen Republik. Der erwähnte Audienzsaal könnte sich im Palazzo della Signoria (heute Palazzo Vecchio) oder im Palazzo del Podestà (heute Palazzo del Bargello) befunden haben. Der englische Kunsthistoriker Herbert Percy Horne identifizierte 1908 ausgehend von der Analyse des Rahmens das in dem Dokument beschriebene Werk mit der Granatapfelmadonna. Auch heute geht man überwiegend davon aus, dass das Rundbild mit der Madonna einst von diesem Magistrat in Auftrag gegeben wurde und einen der genannten Säle ausschmückte.
Die meisten Rundbilder aus dieser Zeit wurden als häusliche Andachtsbilder mit Themen wie Gnade und Erlösung in Auftrag gegeben, aber es gibt auch einige, von denen bekannt ist, dass sie an öffentlichen Orten aufgestellt wurden wie z. B. in Räumen, die mit Regierungsorganen oder Richterkammern für die Rechtsprechung verbunden waren. Bei diesen Werken wurde häufig das Thema der Gerechtigkeit mit dem der Gnade verknüpft, um anzudeuten, dass die Rechtsprechung, die in diesen Räumen ausgeübt wurde, letztlich von Gott entschieden wurde. Botticellis Madonna könnte somit zusammen mit dem Lilienrahmen einen solchen Hinweis auf die Tugend der Gerechtigkeit enthalten.

## Provenienz
Erstmals zweifelsfrei dokumentiert wird das Rundbild im 17. Jahrhundert. Es gehörte damals zur Sammlung von Kardinal Leopoldo de’ Medici, einem der wichtigsten Kunstsammler der Dynastie der Medici. Nach seinem Tod 1675 gelangte es in die Sammlung der toskanischen Großherzöge. Die endgültige Überführung des Gemäldes in die Uffizien erfolgte im Jahr 1780.